# Inuleae
Inuleae Cass., 1819 è una tribù di piante angiosperme dicotiledoni della famiglia delle Asteraceae (sottofamiglia Asteroideae).

## Etimologia
Il nome della tribù deriva dal suo genere più importante (Inula L.) che a sua volta potrebbe derivare da un vocabolo latino usato dai Romani per indicare proprio queste piante (Plinio (23 - 79) e Dioscoride (40 - 90) usano questo nome che è considerato una corruzione del termine greco "helenion"). Altri Autori propongono un'altra etimologia: la derivazione da un vocabolo greco enàein (= purificare) facendo riferimento ovviamente alle presunte proprietà mediche della pianta.

Il nome scientifico di questa tribù è stato definito per la prima volta dal botanico e naturalista francese Alexandre Henri Gabriel de Cassini (1781 – 1832) nella pubblicazione "Journal de Physique, de Chemie, d'Histoire Naturelle et des Arts - 88." del 1819.

## Descrizione

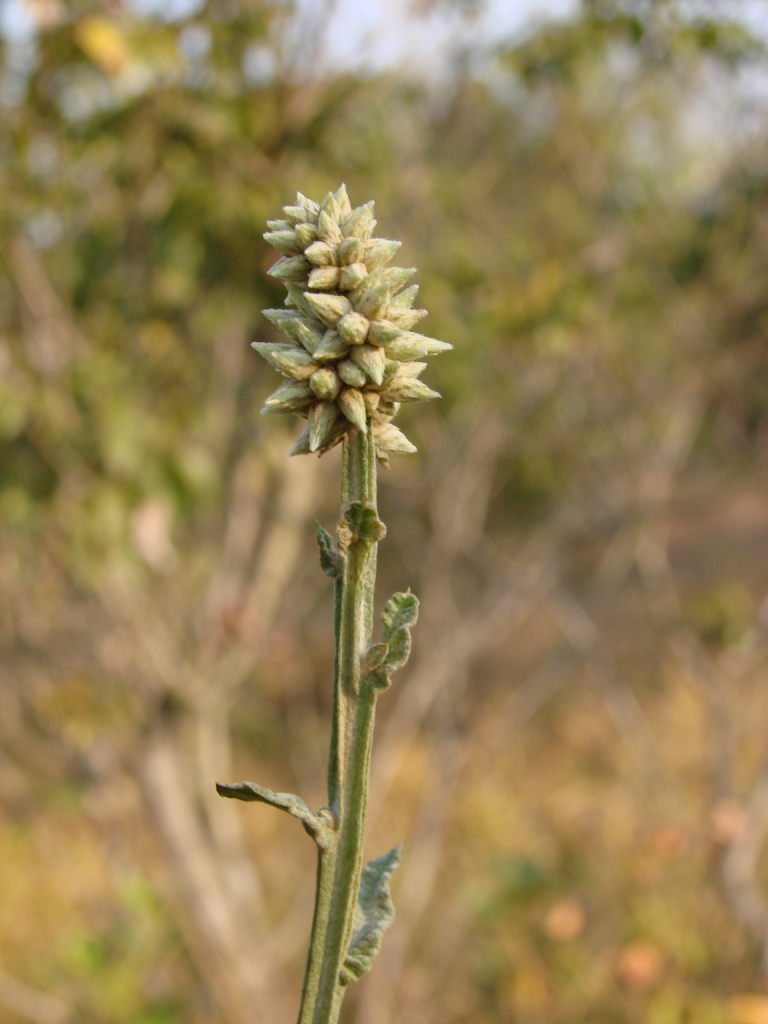
Il portamento
Pterocaulon rugosum

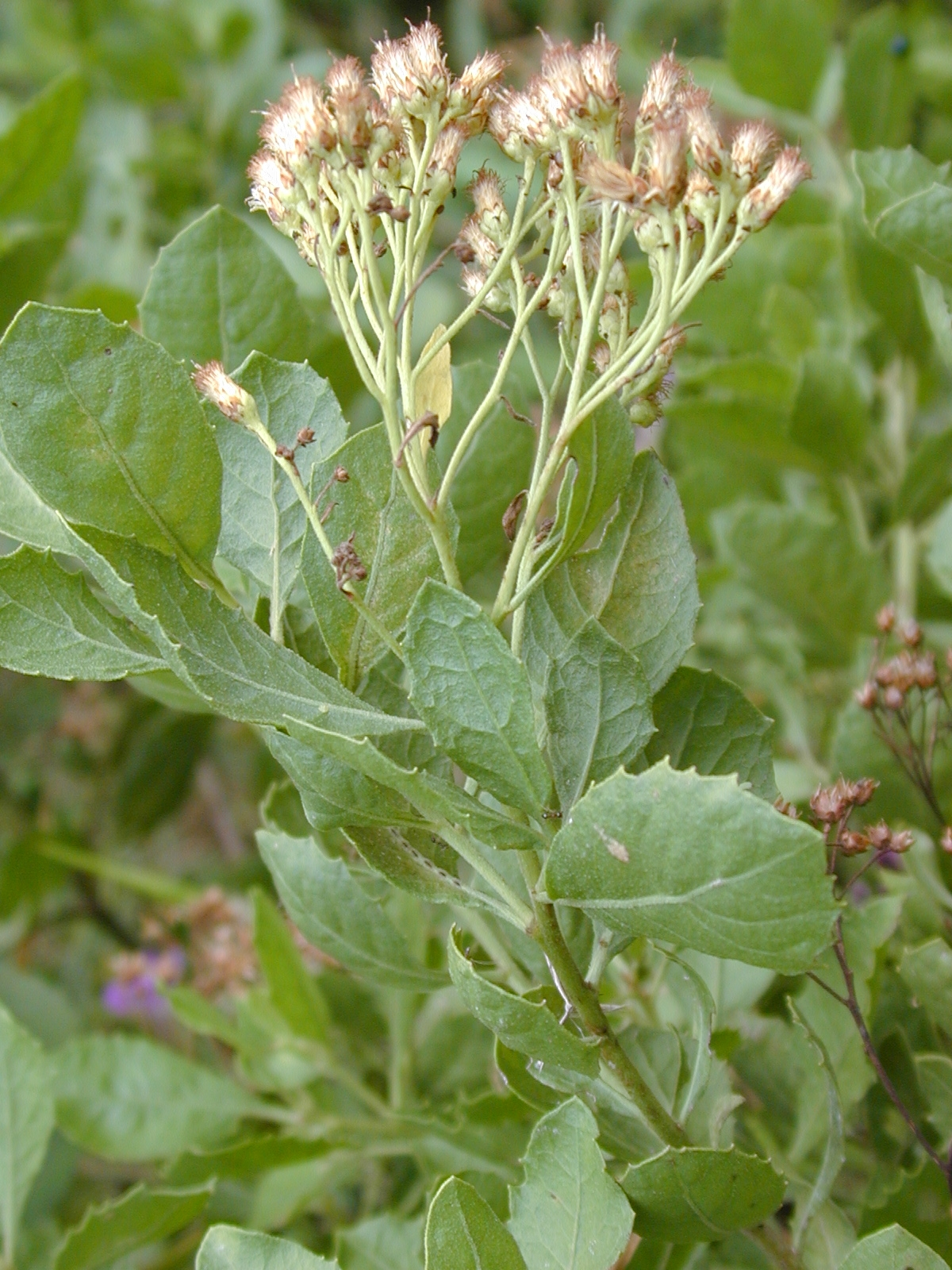
Le foglie
Pluchea indica

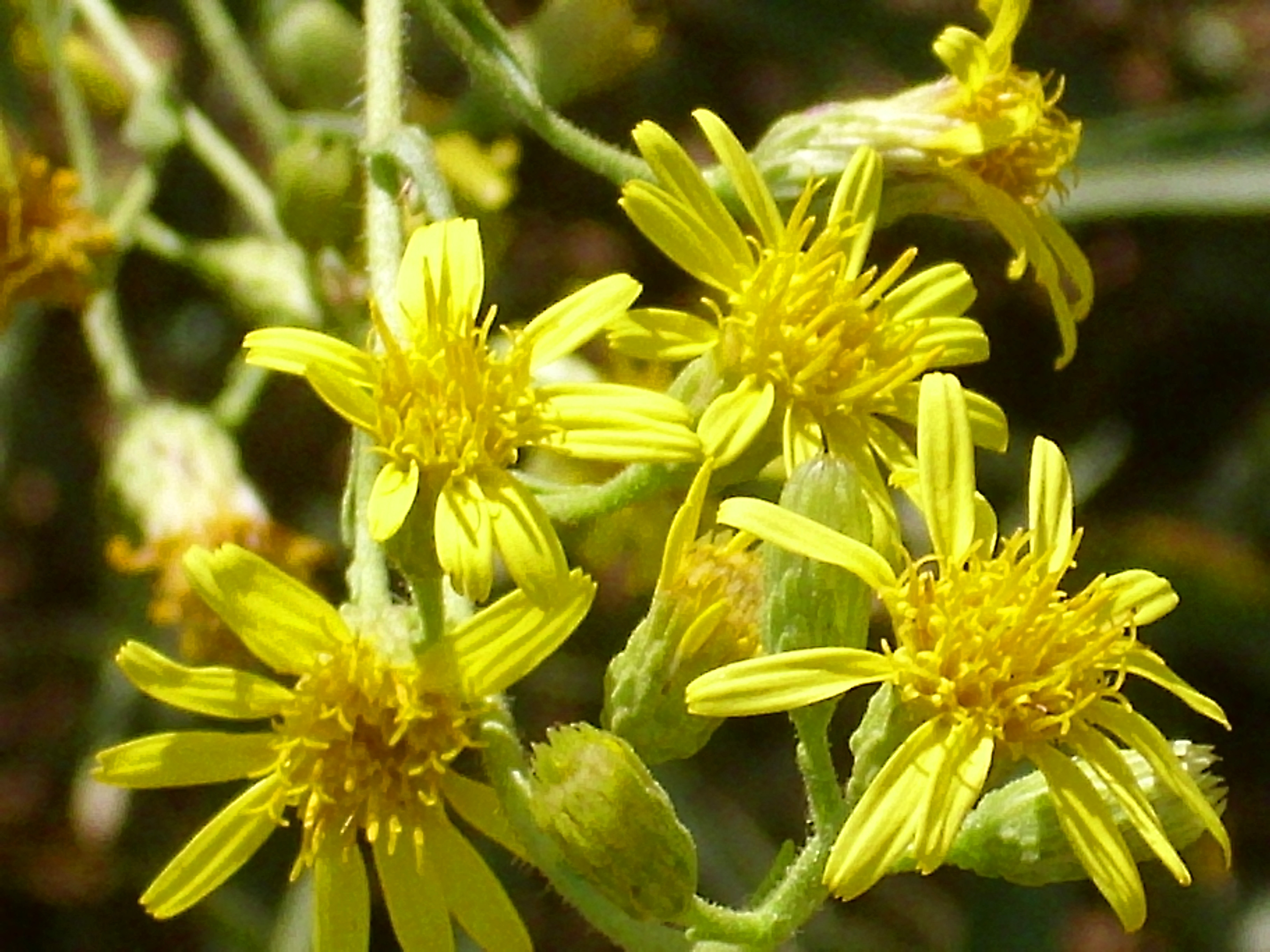
Infiorescenza
Dittrichia viscosa

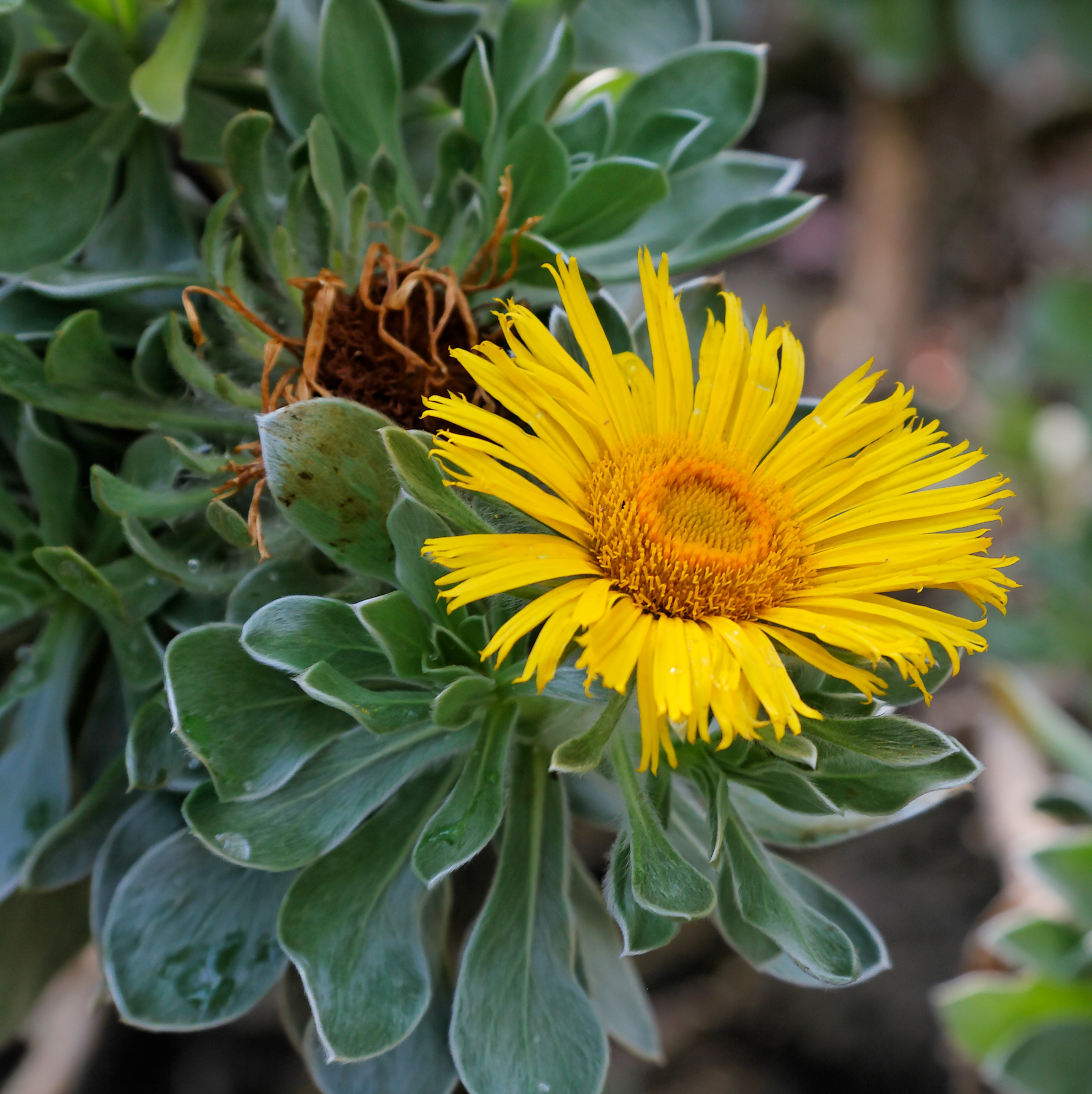
I fiori
Asteriscus sericeus

Portamento. Questa tribù comprende alberi, arbusti, subarbusti ed erbe perenni o annue. Alcune specie si sono adattate ai brevi periodi vegetativi delle zone aride o a sviluppo salino (specie succulente). In questa tribù sono comprese specie ermafrodite, monoiche, dioiche oppure ginomonoiche.
Fusto. La parte sotterranea del fusto consiste prevalentemente in rizomi allungati o tuberosi (genere Jasonia). La parte aerea del fusto può essere provvista di condotti di resina (generi Blumea, Limbarda, Telekia e altri) oppure no. Generalmente il floema è privo di strati fibrosi; inoltre sono assenti i tessuti latticiferi.
Foglie. Le foglie lungo il caule sono disposte in modo alternato o eventualmente subopposto. In alcuni casi si possono trovare raggruppate all'apice dei rami (generi Cylindrocline e Monarrhenus), o confinate in una rosetta basale (generi Rhodogeron e Sachsia). La lamina può essere semplice, pennatifida o pennatosetta con bordi interi, seghettati o dentati. La consistenza può essere carnosa (generi Iphiona e Limbarda). Spesso la superficie è ghiandolosa e pubescente o ricoperta da peli settati (genere Pterocaulon). La base della foglia può essere ristretta o decorrente lungo il picciolo (generi Calostephane, Geigeria, Laggera e altri).
Infiorescenza. Le infiorescenze sono formate da capolini sia solitari che in formazioni corimbose, panicolate o da forme più o meno da cilindriche sottili a sferiche. I capolini possono essere sia eterogami  che omogami di tipo sia radiata che discoide.  I capolini sono formati da un involucro composto da brattee disposte in modo embricato al cui interno un ricettacolo fa da base ai fiori ligulati periferici o fiori del raggio e ai fiori tubulosi quelli centrali o del disco. I fiori possono essere più di 100. L'involucro può essere cilindrico, campanulato o a forma di coppa. Le brattee sono disposte generalmente su più righe; hanno consistenza erbacea o cartilaginea, ma senza margini ialini; gli stereomi non sono divisi. Il ricettacolo è piatto, convesso o concavo; può essere provvisto di pagliette (a protezione della base dei fiori) o esserne privo (nudo).
Fiori.  I fiori sono tetra-ciclici (formati cioè da 4 verticilli: calice – corolla – androceo – gineceo) e pentameri (calice e corolla formati da 5 elementi). Si distinguono in:
- fiori del raggio (esterni): sono femminili e sono disposti su una o più serie; la forma è ligulata (zigomorfa);
- fiori del disco (centrali): sono più numerosi con forme brevemente tubulose (attinomorfe); sono ermafroditi o (raramente) funzionalmente maschili.

- Formula fiorale:

*/x K {\displaystyle \infty }, [C (5), A (5)], G 2 (infero), achenio
- Calice: i sepali del calice sono ridotti ad una coroncina di squame.

- Corolla:

- fiori del raggio: la forma della corolla alla base è più o meno tubulosa-imbutiforme, mentre all'apice è ligulata; la ligula può terminare con alcuni denti; il colore può essere giallo, rosa, porpora, viola o bianco;
- fiori del disco: la forma è tubulare bruscamente divaricata in 4-5 brevi lobi; il colore può essere giallo, rosa, porpora o qualche volta bianco.

- Androceo: l'androceo è formato da 5 stami sorretti da filamenti generalmente liberi; gli stami sono connati e formano un manicotto circondante lo stilo; le teche (produttrici del polline) sono troncate e non sono speronate. La base delle antere può essere lunga o corta con code ramificate oppure no (raramente sono prive di coda). Il tessuto dell'endotecio è a forma radiata o polarizzata. Le cellule del collare dei filamenti sono piatte o di tipo mammelloso.

- Gineceo: il gineceo ha un ovario uniloculare infero formato da due carpelli.[6] Lo stilo è unico e con due stigmi nella parte apicale. Gli stigmi spesso sono provvisti di peli acuti che terminano sopra la biforcazione, oppure da peli ottusi che terminano ben al di sotto della biforcazione. Le superfici stigmatiche confluiscono all'apice, mentre alla base sono separate in due distinte linee (lignee stigmatiche marginali[8]). Il polline è spinuloso.

Frutti. I frutti sono degli acheni con pappo. Gli acheni in genere sono provvisti di 5 fasci vascolari; la forma è ellissoide, spiralata o a sezione triangolare, spesso con coste sclerenchimatiche. Talvolta sono presenti dei condotti o delle cavità resinose. La superficie è glabra o ricoperta da peli ghiandolari. Nei fiori funzionalmente maschili gli acheni spesso sono molto ridotti. L'epidermide dell'achenio è provvista di grandi cristalli di ossalato di calcio, oppure di cristalli simili alla sabbia, oppure ne è priva. Gli acheni dei fiori del raggio generalmente sono simili a quelli del disco, qualche volta più piatti. Il pappo è formato setole capillari, o setole capillari miste a piccole squame o larghe squame sole. Qualche volta il pappo ha la forma di una anello o anche è assente.

## Biologia
Impollinazione: l'impollinazione avviene tramite insetti (impollinazione entomogama tramite farfalle diurne e notturne).

Riproduzione: la fecondazione avviene fondamentalmente tramite l'impollinazione dei fiori (vedi sopra).

Dispersione: i semi (gli acheni) cadendo a terra sono successivamente dispersi soprattutto da insetti tipo formiche (disseminazione mirmecoria). In questo tipo di piante avviene anche un altro tipo di dispersione: zoocoria. Infatti gli uncini delle brattee dell'involucro (se presenti) si agganciano ai peli degli animali di passaggio disperdendo così anche su lunghe distanze i semi della pianta. Inoltre per merito del pappo (se presente) il vento può trasportare i semi anche a distanza di alcuni chilometri (disseminazione anemocora).

## Distribuzione e habitat
L'areale di questa tribù si trova principalmente in Eurasia, nell'Africa (est e sud) e in parte nell'America (soprattutto del sud); alcuni generi però hanno una distribuzione mondiale (Pluchea). Il clima preferito è quello caldo.

## Sistematica
La famiglia di appartenenza di questa voce (Asteraceae o Compositae, nomen conservandum) probabilmente originaria del Sud America, è la più numerosa del mondo vegetale, comprende oltre 23.000 specie distribuite su 1.535 generi, oppure 22.750 specie e 1.530 generi secondo altre fonti (una delle checklist più aggiornata elenca fino a 1.679 generi). La famiglia attualmente (2021) è divisa in 16 sottofamiglie; la sottofamiglia Asteroideae è una di queste e rappresenta l'evoluzione più recente di tutta la famiglia.

### Filogenesi
La tribù di questa voce è una delle 21 tribù della sottofamiglia Asteroideae). Da un punto di vista filogenetico, la tribù Inuleae fa parte del supergruppo "Asteroideae grade" (o supertribù "Asteroidae"); l'altro è il supergruppo "Non-Asteroideae" . All'interno del supergruppo fa parte del gruppo chiamato "Helianthodae" ed è vicina alle tribù Helenieae, Athroismeae e Feddeeae.
Il gruppo "Helianthodae", chiamato anche “Heliantheae Alliance”, si distingue soprattutto per le brattee involucrali disposte su 1 – 3 serie, per le teche delle antere che sono spesso annerite e senza speroni e code, per la presenza di peli sotto la divisione dello stilo, per i rami dello stilo (gli stigmi) s'incurvano a maturità e per le appendici dello stilo che sono solitamente più corte della porzione stigmatica (tranne in Eupatoriaea).
All'interno della tribù sono state definite due linee monofiletiche, un “gruppo fratello” dell'altra. Una linea corrisponde al nucleo delle Inuleae s.s. (sottotribù Inulinae) con corolle soprattutto di colore giallo, con stili provvisti di peli acuti che terminano sopra la biforcazione e acheni provvisti di un grande cristallo di ossalato di calcio nelle cellule dell'epidermide. L'altra linea (coincidente con la sottotribù Plucheinae) ha corolle con varie tonalità di rosa, malva o porpora, con stigmi ricoperti di peli acuti, ma senza la caratteristica di avere dei grandi cristalli di ossalato nelle cellule dell'epidermide dell'achenio.
Non tutti i generi di questa tribù sono ben definiti. Il genere Blumea è un assemblaggio eterogeneo di specie con caratteristiche (specialmente micromorfologiche) anche molto diverse. Anche il genere Pulicaria per il momento non è considerato monofiletico; generi come Jasonia e Dittrichia hanno dimostrato un forte grado di parentela con questo genere. Inula, il genere tipo, non è monofiletico com'è attualmente circoscritto; probabilmente generi come Telekia, Pentanema e Chrysophthalmum sono imparentati con Inula. Anche per i generi Pentanema e Epaltes sono stati sollevati dei dubbi sulla loro monofilia. La descrizione delle due specie di Adelostifma non è stata ancora molto approfondita per cui potrebbero rappresentare due generi diversi. Il genere Pluchea non è monofiletico e probabilmente è imparentato con i generi Coleocoma e Streptoglossa e forse altri generi. Nel genere Pseudoblepharispermum sono state inserite due rare e poco conosciute specie e probabilmente non sono imparentate tra di loro. Inoltre il genere Nanothamnus  non ha ancora trovato una collocazione precisa nella tribù.
Le principali sinapomorfie per questo gruppo sono:
- fiori marginali filiformi;
- lunghi cristalli nell'epidermide dell'achenio.

Il numero cromosomico di base, per le specie di questa tribù, è: 2n = 18, 20 e 40.

### Composizione della tribù
La tribù comprende 2 sottotribù, 59 generi e 659 specie.
| Sottotribù                        | Nr. genere | Nr. specie | Distribuzione                        | Caratteri più significativi | Fiori |
| --------------------------------- | ---------- | ---------- | ------------------------------------ | --- | ----- |
| Inulinae Dumort., 1827            | 26         | 406        | Principalmente in Europa e Asia      | Gli stili sono provvisti di peli acuti che terminano sopra la biforcazione. - Le cellule dell'epidermide dell'achenio contengono un grande cristallo di ossalato di calcio. - Il colore dei fiori è spesso giallo (raramente è bianco). |       |
| Plucheinae Benth. & Hook.f., 1873 | 33         | 253        | Africa, Australia e Asia meridionale | I fiori marginali filiformi. - Cristalli più o meno grandi nell'epidermide dell'achenio. |       |

### Sinonimi
L'entità di questa voce ha avuto nel tempo diverse nomenclature. L'elenco seguente indica alcuni tra i sinonimi più frequenti:
- Plucheeae (Benth.) A. Anderb., 1989

### Generi della flora spontanea italiana
Nella flora spontanea italiana sono presenti i seguenti generi di questo gruppo:
- Sottotribù Inulinae:

- Asteriscus (una specie: Asteriscus aquaticus (L.) Less. - Asterisco.)
- Buphthalmum (3 specie)
- Carpesium (2 specie)
- Dittrichia (2 specie)
- Inula (una specie: Inula helenium L. - Enula campana.)
- Pallenis (2 specie)
- Pentanema (11 specie)
- Pulicaria (5 specie)
- Limbarda (una specie: Limbarda crithmoides (L.) Dumort., 1827 - Enula marina.)
- Telekia (una specie: Telekia speciosa (Schreb.) Baumg., 1817  - Telekia maggiore)